# Loi no 02-01 du 5 février 2002
La loi no 02-01 du 5 février 2002 est relative à l'électricité et à la distribution du gaz par canalisations en Algérie.
Cette loi a permis la création de la Commission de régulation de l'électricité et du gaz (CREG), organisme indépendant doté de la personnalité morale et de l’autonomie financière, qui est chargé de veiller au fonctionnement concurrentiel et transparent du marché de l’électricité et de la distribution du gaz par canalisations dans l’intérêt des consommateurs et celui des opérateurs.
La loi ainsi que les textes d'application sont disponibles sur le site internet de la Commission de régulation de l'électricité et du gaz (CREG).

## Textes d'applications de la loi n° 02-01 du 5 février 2002 relative à l'électricité et la distribution du gaz par canalisations
- Décret exécutif no 09-25 du 28 Moharram 1430 correspondant au 25 janvier 2009 fixant les outils et la méthodologie d’élaboration du programme indicatif des besoins en moyens de production d’électricité (JO no 07 du 28 janvier 2009).
- Décret exécutif no 08-394 du 16 Dhou El Hidja 1429 correspondant au 14 décembre 2008 fixant les outils et la méthodologie d’élaboration du programme indicatif d’approvisionnement du marché national en gaz (JO no 71 du 17 décembre 2008).
- Décret exécutif no 08-114 du 3 Rabie Ethani 1429 correspondant au 9 avril 2008 fixant les modalités d'attribution et de retrait des concessions de distribution de l'électricité et du gaz et le cahier des charges relatif aux droits et obligations du concessionnaire (JO no 20 du 9 avril 2008).
- Décret exécutif no 07-310 du 25 Ramadhan 1428 correspondant au 7 octobre 2007 fixant le niveau de consommation annuelle en électricité et en gaz du client éligible et les conditions de retour du client éligible au système à tarifs (JO no 64 du 10 octobre 2007).
- Décret exécutif no 07-293 du 14 Ramadhan 1428 correspondant au 26 septembre 2007 fixant les modalités d’alimentation et d’accès des tiers aux réseaux de transport et de distribution de l’électricité et du gaz (JO no 62 du 3 octobre 2007).
- Décret exécutif no 06-433  du 5 Dhou El Kaada 1427 correspondant au 26 novembre fixant la composition et le fonctionnement du conseil consultatif de la Commission de régulation de l’électricité et du gaz (JO no 76 du 29 novembre 2006).
- Décret exécutif no 06-432 du 5 Dhou El Kaada 1427 correspondant au 26 novembre 2006 fixant cahier des charges relatif aux droits et obligations du gestionnaire du réseau de transport du gaz (JO no 76 du 29 novembre 2006).
- Décret exécutif no 06-431 du 5 Dhou El Kaada 1427 correspondant au 26 novembre 2006 fixant les règles techniques de conception, d’exploitation et d’entretien du réseau de transport de gaz (JO no 76 du 29 novembre 2006).
- Décret exécutif  no 06-430 du 5 Dhou El Kaada 1427 correspondant au 26 novembre 2006 fixant les règles techniques de conception, d’exploitation et d’entretien du réseau de transport de l’électricité (JO no 76 du 29 novembre 2006).
- Décret exécutif no 06-429 du 5 Dhou El Kaada 1427 correspondant au 26 novembre 2006 fixant le cahier des charges relatif aux droits et obligations du producteur d’électricité (JO no 76 du 29 novembre 2006).
- Décret exécutif no 06-428 du 5 Dhou El Kaada 1427 correspondant au 26 novembre 2006 fixant la procédure d’octroi des autorisations d’exploiter des installations de production de l’électricité (JO no 76 du 29 novembre 2006).
- Décret exécutif no 05-182 du 9 Rabie Ethani 1426 correspondant au 18 mai 2005 relatif à la régulation des tarifs et à la rémunération des activités de transport, de distribution et de commercialisation de l’électricité et du gaz (JO no 36 du 22 mai 2005).
- Décret exécutif no 04-92 du 4 Safar 1425 correspondant au 25 mars 2004 relatif aux coûts de diversification de la production d'électricité (JO no 19 du 28 mars 2004).
- Décret présidentiel no 02-195 du 19 Rabie El Aouel 1423 correspondant au 1er juin 2002 portant statuts de la Société algérienne de l'électricité et du gaz dénommée "Sonelgaz Spa" (JO no 39 du 2 juin 2002).
- Décret exécutif no 02-194 du 15 Rabie El Aouel 1423 correspondant au 28 mai 2002 portant cahier des charges relatif aux conditions de fourniture de l'électricité et du gaz par canalisations (JO no 39 du 2 juin 2002).
- Arrêté du 14 Safar 1429 correspondant au 21 février 2008 fixant les règles techniques de raccordement au réseau de transport de l’électricité et les règles de conduite du système électrique (JO no 25 du 18 mai 2008).
- Annexe du 14 Safar 1429 correspondant au 21 février 2008 fixant les règles techniques de raccordement au réseau de transport de l’électricité et les règles de conduite du système électrique.
- Arrêté du 14 Safar 1429 correspondant au 21 février 2008 fixant les règles techniques de raccordement au réseau de transport du gaz et les règles de conduite du système gazier (JO no 25 du 18 mai 2008).
- Annexe du 14 Safar 1429 correspondant au 21 février 2008 fixant les règles techniques de raccordement au réseau de transport du gaz et les règles de conduite du système gazier.
- Arrêté du 14 Rabie El Aouel 1428 correspondant au 2 avril 2007 fixant la procédure de déclaration des installations de production de l'électricité (JO no 36 du 3 juillet 2007).